# Moriucsi Takahiro
Moriucsi Takahiro ( 森内 貴寛; Hepburn: Moriuchi Takahiro; 1988. április 17.–), művésznevén Taka japán énekes, a One Ok Rock együttes frontembere, egyik dalszerzője és dalszövegírója. Zenész családba született, szülei híres enkaénekesek, öccse, Hiroki pedig szintén rockénekes.
2017-ben a Kerrang! magazin A világ 50 legnagyobb rocksztárja című listáján a 27. helyezést kapta. A Rock Sound magazin a rockzene 50 legbefolyásosabb alakja között tartja számon. Mielőtt a One Ok Rock megalakult volna, a NEWS fiúegyüttes tagja volt egy nagyon rövid ideig.

## Élete és pályafutása

### Gyermek- és fiatalkora
A híres japán énekes házaspár Mori Sinicsi és Mori Maszako elsőszülött fiaként született. Két öccse van, Tomohiro a TV Tokyonál dolgozik, Hiroki pedig szintén rockénekes, a My First Story együttes frontembere.
A Keió Általános Iskolába járt, majd 2001 áprilisától a Keió Alsó-Középiskolába íratták, ahol focizni kezdett. 2004 áprilisában kezdte meg tanulmányait a Keió Középiskolában, amit azonban 2005 márciusában otthagyott, hogy zenei karrierjére koncentráljon. Szülei ellenezték az elképzeléseit. Mikor tanulás helyett inni és dohányozni kezdett, összeveszett a szüleivel és megszökött otthonról. Egy ideig a nagymamájánál lakott. Ez alatt az idő alatt egy aojamai étteremben dolgozott részmunkaidőben. 2005 áprilisában szülei elváltak.
Szülei válása után vezetéknevét Moriucsiról (森内) Moritára (森田) változtatta. A Rockin'On Japan 2012 júniusi számában megjelent interjúban azonban azt nyilatkozta, hogy a valódi neve Moriucsi Takahiro. 2013-ban egy Hasimoto Rui, az együttes hivatalos fényképésze által készített fotón is ezzel a névvel szerepel.
Taka az együttes negyedik stúdiólemezére, a Niche Syndrome-ra írt egy dalt Nobody's Home címmel, mellyel bocsánatot kért a szüleitől és háláját fejezte ki feléjük. 2010-ben szülei részt vettek a Nippon Budókanban tartott koncerten, ahol előadták ezt a dalt is. 2023. november 14-én öccsével, Hirokival együtt adták elő a dalt a One Ok Rock és a My First Story közös koncertjén a Tokyo Dome-ban.

### 2001–2004: zenei pályafutásának kezdetei
Taka 2001 augusztusában, 13 évesen kötött szerződést a Johnny's Entertainment ügynökséggel, ahol a Johnny's Junior elnevezésű gyakornokcsapathoz került és fellépett néhányszor a televízióban. 2003 szeptemberében beválogatták a NEWS fiúegyüttesbe. Taka azonban decemberben kilépett az ügynökségtől és így az együttesből is.
2004-ben rövid ideig a Chivalry of Music nevű, feldolgozásokat játszó együttesben énekelt.

### 2005–: One Ok Rock

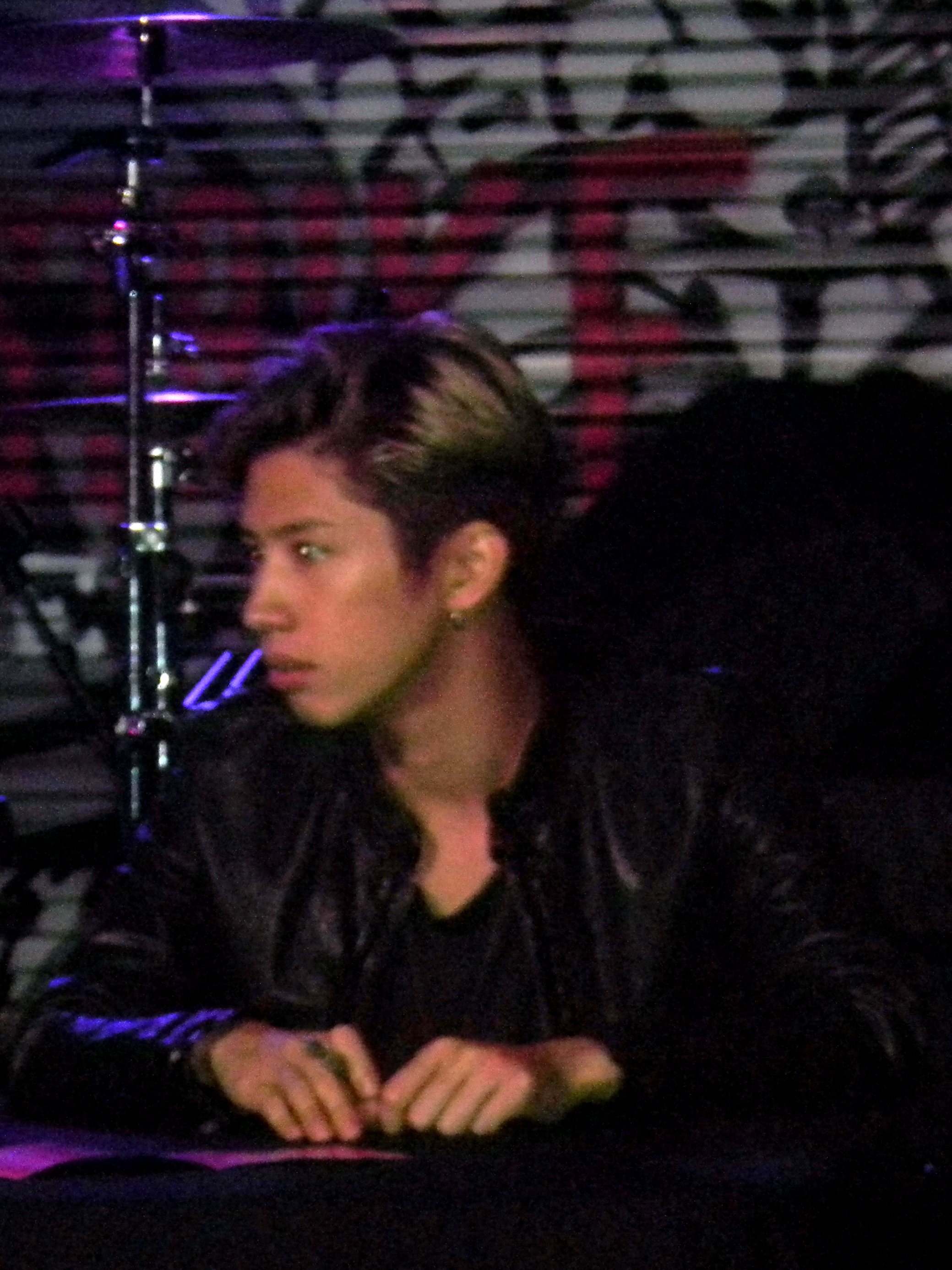
Moriucsi 2015-ben

Takát Jamasita Tóru gitáros hívta meg a One Ok Rockba 2005-ben. Az együttes hamar népszerű lett, első nagylemezük 2007-ben 15. helyezett volt az Oricon heti listáján, 2012-ben pedig kiadták addigi legnépszerűbb dalukat, The Beginning címmel, mely a Ruróni Kensin: A kezdetek című film betétdalaként elnyerte az MTV Video Music Awards Japan legjobb filmbetétdalnak járó díját. 2021-ben a Netflix dokumentumfilmet mutatott be az együttesről Fej vagy írás? – One Ok Rock dokumentumfilm címmel.
2013 márciusában a Simple Plan bejelentette, hogy Summer Paradise című daluk új verzióját veszik fel Moriucsival egy exkluzív japán megjelenéshez. A dalt később elő is adták a Punkspring zenei fesztiválon Tokióban. Novemberben Taka a Pay Money to My Pain együttes Gene című albumára írt és adott elő dalt, miután az énekesük, K (Gotó Kei, 後藤慶) szívelégtelenségben elhunyt.
2015 februárjában Moriucsi az Against the Current amerikai rockegyüttes Dreaming Alone című dalában működött közre.
2017 júliusában Taka a Goldfinger együttes The Kinfe című albumán is hallható volt vendégművészként. 2017. október 27-én részt vett a Chester Bennington emlékére rendezett koncerten, ahol a Somewhere I Belong című dalt adta elő a Linkin Park megmaradt tagjaival. 2018. május 12-én fellépett Mike Shinoda Los Angeles-i koncertjén.
2020. szeptember 14-én a Journey együttes frontemberével, Arnel Pinedával közösen vették fel (bár a Covid19-pandémia miatt külön helyszínen) az Open Arms című dal feldolgozását, melyet Pineda YoutTube-csatornáján tettek közzé.

## Művészete
Moriucsi tenor hangfekvésű; az énekest dicsérik a szakértők széles és dinamikus hangterjedelme, a regiszterek közötti zökkenőmentes átmenetei, hangjának érzelmessége, ereje, tónusa, valamint légzéskontrollja, a textúraváltások és a magas hangok hosszú ideig való kitartásának képessége miatt. A szakértők egyetértenek abban, hogy ő az egyik legjobban képzett rockénekes a jelenlegi zenei életben.

## Magánélete
Moriucsi 2024 júniusában egy élő Instagram-közvetítésben beszélt arról, hogy évek óta pánikbetegségben szenved, például vonaton vagy repülőgépen törnek rá a rohamok.

## Diszkográfia

### Közreműködések
| Dal                           | Előadó(k)                                             | Album                                   | Year | Megjegyzés             | Hiv.          |
| ----------------------------- | ----------------------------------------------------- | --------------------------------------- | ---- | ---------------------- | ------------- |
| Summer Paradise               | Simple Plan featuring Taka (One Ok Rock)              | Get Your Heart On! (Japan Tour Edition) | 2013 |                        | [ 39 ]        |
| Bottle Rocket                 | Grown Kids featuring Taka (One Ok Rock) & Megan Joy   | First Words                             | 2014 |                        | [ 40 ]        |
| Dreaming Alone                | Against the Current featuring Taka (One Ok Rock)      | Gravity                                 | 2015 |                        | [ 41 ]        |
| Primavera                     | F.T. Island                                           | 5.....GO                                | 2015 | Társzeneszerző         | [ 42 ]        |
| My Birthday                   | F.T. Island                                           | 5.....GO                                | 2015 | Társzeneszerző         | [ 42 ]        |
| By My Side                    | Noda Jódzsiró (Radwimps) featuring Taka (One Ok Rock) | バイ・マイ・サイ (By My Side)           | 2016 |                        | [ 43 ]        |
| Higher Ground                 | Aimer                                                 | Daydream                                | 2016 | Producer és zeneszerző | [ 44 ]        |
| Stars in the rain             | Aimer                                                 | Daydream                                | 2016 | Zeneszerző             | [ 45 ] [ 46 ] |
| War                           | Sum 41 feat. Taka of One Ok Rock                      | 13 Voices (Japanese edition)            | 2016 |                        | [ 47 ]        |
| Yung & Dum                    | Issues featuring Taka of One Ok Rock                  | Headspace (Japanese edition)            | 2017 |                        | [ 48 ]        |
| Don't Let Me Go               | Goldfinger featuring Takahiro Moriuchi of One Ok Rock | The Knife                               | 2017 |                        | [ 49 ] [ 50 ] |
| Ikijibiki                     | Radwimps feat Taka                                    | Anti Anti Generation                    | 2018 |                        | [ 51 ]        |
| Lights Down Low (újrafelvett) | MAX featuring Taka (One Ok Rock)                      | albumon nem szereplő kislemez           | 2019 |                        | [ 52 ]        |
| Curtain Call                  | Simizu Sóta featuring Taka (One Ok Rock)              | Hope                                    | 2021 |                        | [ 53 ]        |
| Falling                       | Jin (BTS)                                             | Happy                                   | 2024 | koproducer             | [ 54 ]        |